# Scythris villari
Scythris villari is een vlinder uit de familie dikkopmotten (Scythrididae). De wetenschappelijke naam is voor het eerst geldig gepubliceerd in 1971 door Agenjo.
De soort komt voor in Europa.